# Ojciec José de La Canal
Ojciec José de La Canal (hiszp. El padre José de La Canal) – obraz olejny wykonany przez hiszpańskiego malarza Francisca Goyę (1746–1828), przedstawia duchownego augustiana. Obecnie znajduje się w zbiorach Museo Lázaro Galdiano w Madrycie, został zakupiony przez José Lázaro Galdiano w 1900 roku.